# Liste der Eisenbahnlinien in Mecklenburg-Vorpommern
Die Liste der Eisenbahnlinien in Mecklenburg-Vorpommern enthält die im Linienverkehr fahrenden Zugverbindungen des Schienenpersonennahverkehrs (SPNV) sowie des Fernverkehrs in Mecklenburg-Vorpommern und grenzüberschreitende Linien.

Eisenbahn-Liniennetzplan Mecklenburg-Vorpommern (Stand: Dezember 2024)

## Fernverkehr
| Intercity-Express | |                 |                | |
| ICE 10            | Ostseebad Binz – Stralsund – Greifswald – Angermünde – Berlin – Magdeburg – Hannover – Düsseldorf – Köln                   | 402             | DB Fernverkehr | 1 Zugpaar Sa/So (nächtliche Verbindung, Jun–Sept)                                                     |
| ICE 15            | (Ostseebad Binz –) Stralsund – Greifswald – Züssow – Anklam – Berlin – Halle – Erfurt – Frankfurt                          | 411             | DB Fernverkehr | 2 Zugpaare (von/nach Ostseebad Binz Fr–So)                                                            |
| ICE 26            | Ostseebad Binz – Stralsund – Rostock – Schwerin – Hamburg – (Bremen –) Hannover – Frankfurt (M) – Karlsruhe                | 411 401         | DB Fernverkehr | 120/240 min (Stralsund–Hamburg) einzelne Züge (Ostseebad Binz–Stralsund)                              |
| ICE 28.1          | Ostseebad Binz – Stralsund – Greifswald – Züssow – Anklam – Berlin – Leipzig – Nürnberg – München                          | 411             | DB Fernverkehr | 1 Zugpaar                                                                                             |
| ICE 28.3          | (Kiel –) Hamburg – Ludwigslust – Berlin – Leipzig – Nürnberg – München                                                     | 412 401/402 403 | DB Fernverkehr | 3–4 Zugpaare                                                                                          |
| ICE 39            | (Ostseebad Binz – ) Stralsund – Rostock – Hamburg – Recklinghausen – Köln – Frankfurt (M) – Nürnberg                       | 412             | DB Fernverkehr | 1 Zug Sa/So                                                                                           |
| ICE 43            | (Ostseebad Binz – ) Stralsund – Rostock – Hamburg – Bremen – Osnabrück – Köln – Basel                                      | 412             | DB Fernverkehr | 1 Zugpaar                                                                                             |
| Intercity         | |                 |                | |
| IC 17             | (Warnemünde –) Rostock – Neustrelitz – Berlin – Elsterwerda – Dresden (– Chemnitz)                                         | Stadler KISS    | DB Fernverkehr | 120 min; zwei Zugpaare von/nach Chemnitz; ein Zugpaar über Leipzig, Nürnberg und Passau von/nach Wien |
| EC 27             | (Westerland –) Hamburg – Ludwigslust – Berlin – Dresden – Praha – Brno – Budapest Keleti                                   | CD ComfortJet   | DB Fernverkehr | 4–5 Zugpaare einzelne Züge von/nach Westerland                                                        |
| IC 32             | Ostseebad Binz – Stralsund – Greifswald – Züssow – Angermünde – Berlin – Wolfsburg – Hannover – Dortmund – Duisburg – Köln | IC1-Garnitur    | DB Fernverkehr | 1 Zugpaar (jeweils Fr & Sa im März–Oktober)                                                           |
| IC 57             | (Warnemünde –) Rostock – Schwerin – Ludwigslust – Magdeburg – Halle – Leipzig                                              | Intercity 2     | DB Fernverkehr | 2 Zugpaare                                                                                            |

## Regionalverkehr
| Linie                    | Zuglauf | KBS           | Fahrzeuge im Regelbetrieb | EVU                                          | Takt |
| ------------------------ | --- | ------------- | --- | -------------------------------------------- | --- |
| Regional-Express         | |               | |                                              | |
| RE 1                     | Hanse-Express Hamburg – Büchen – Hagenow Land – Schwerin – Bad Kleinen – Bützow – Rostock                                         | 100           | BR 146.3 + 5 Doppelstockwagen | DB Regio                                     | 120 min 060 min (Hamburg–Büchen) 060 min (nur HVZ) |
| RE 3                     | Stralsund – Greifswald – Züssow – Anklam – Pasewalk – Angermünde – Eberswalde – Berlin Hbf – Jüterbog – Lutherstadt Wittenberg    | 203           | BR 112/114/143 / 147 + 5 Doppelstockwagen                                                                                         | DB Regio                                     | 120 min (Stralsund–Angermünde, Überlagerung zum Stundentakt Stralsund–Pasewalk mit dem RE 10) 060 min (Angermünde–Jüterbog) 120 min (Jüterbog–Lutherstadt Wittenberg)      |
| RE 4                     | Stadttore-Linie Lübeck – Bad Kleinen – Bützow – Güstrow – Neubrandenburg – Pasewalk – Stettin/Szczecin / – Jatznick – Ueckermünde | 175           | BR 623 2 × BR 623 (Lübeck–Bad Kleinen)                                                                                            | DB Regio                                     | 060 min (Lübeck–Bad Kleinen, Bützow–Pasewalk) 120 min (Bad Kleinen–Bützow, Pasewalk–Stettin/Ueckermünde)                                                                   |
| RE 5                     | Rostock – Güstrow – / Stralsund – Neustrelitz – Oranienburg – Berlin Hbf – Berlin Südkreuz                                        | 205           | Twindexx Vario BR 112 / 146.3 / 445 + 4–5 Doppelstockwagen BR 442.0/.3 / 112/114/143 + 2 Doppelstockwagen (Stralsund–Neustrelitz) | DB Regio                                     | 060 min (Neustrelitz–Berlin) 120 min (Rostock–Neustrelitz; Überlagerung zum Stundentakt mit RE 50) 120 min (Stralsund–Neustrelitz; Überlagerung zum Stundentakt mit RE 51) |
| RE 7                     | Stralsund – Miltzow – Greifswald                                                                                                  | 203           | BR 442.0 | DB Regio                                     | 5 Zugpaare |
| RE 8                     | Wismar – Schwerin – Ludwigslust – Wittenberge – Nauen – Berlin Hbf – Flughafen BER                                                | 170           | Stadler KISS | Ostdeutsche Eisenbahn                        | 060 min (Wittenberge–Flughafen BER) 120 min (Wismar–Wittenberge, Überlagerung mit RB 17 zum Stundentakt bis Ludwigslust)                                                   |
| RE 9                     | Rostock – Ribnitz-Damgarten – Velgast – Stralsund – Bergen – Lietzow – Sassnitz / Ostseebad Binz                                  | 190           | BR 4746 | Ostdeutsche Eisenbahn                        | 120 min (Rostock–Stralsund) 060 min (Stralsund–Sassnitz/Ostseebad Binz) |
| RE 10                    | (Rostock – Ribnitz-Damgarten – Velgast –) Stralsund – Greifswald – Züssow – Pasewalk                                              | 190, 203      | BR 4746 | Ostdeutsche Eisenbahn                        | 120 min (Stralsund–Pasewalk) 2 Zugpaare (Rostock–Stralsund) |
| RE 27                    | Bergen auf Rügen – Fährhafen Mukran                                                                                               | 190           | BR 672 | Hanseatische Eisenbahn                       | 2 Zugpaare Sa, So (Mai–Oktober) |
| RE 50                    | Rostock – Güstrow – Neustrelitz                                                                                                   | 205           | BR 442.3 | DB Regio                                     | 120 min (Überlagerung zum Stundentakt mit dem RE 5) |
| RE 51                    | Stralsund – Neubrandenburg – Neustrelitz                                                                                          | 205           | BR 442.3 | DB Regio                                     | 120 min (Überlagerung zum Stundentakt mit dem RE 5) |
| Regionalbahn             | |               | |                                              | |
| RB 11                    | Wismar – Neubukow – Bad Doberan – Rostock – Sanitz – Tessin                                                                       | 185           | BR 642 | DB Regio                                     | 060 min (Splittung nach Streckenteil Wismar–Rostock und Rostock–Tessin) |
| RB 12                    | (Bad Doberan –) Rostock – Rövershagen – Graal-Müritz / (– Ribnitz-Damgarten West)                                                 | 184, 185, 190 | BR 642 BR 442.3 (Rostock–Ribnitz-Damgarten)                                                                                       | DB Regio                                     | 060 min (Rostock–Graal-Müritz, Rostock–Bad Doberan HVZ) (nur einzelne Züge von/nach Ribnitz-Damgarten)                                                                     |
| RB 13                    | Rehna – Gadebusch – Schwerin – Crivitz – Parchim                                                                                  | 152           | BR 650 | Ostdeutsche Eisenbahn                        | 060 min (Schwerin–Parchim, Rehna–Schwerin in HVZ) 120 min (Rehna–Schwerin in NVZ, Schwerin-Parchim am Wochenende)                                                          |
| RB 14                    | Hagenow Stadt – Hagenow Land – Ludwigslust – Parchim                                                                              | 172           | BR 650 | Ostdeutsche Eisenbahn                        | 060 min (Am Wochenende 120 min) |
| RB 15                    | Waren – Inselstadt Malchow (– Karow (Meckl) – Plau am See)                                                                        | 173           | BR 650 | Ostdeutsche Eisenbahn                        | 120 min (saisonal einzelne Züge am Wochenende von/nach Plau am See) |
| RB 16                    | Kleinseenbahn Neustrelitz – Wesenberg – Mirow                                                                                     | 173           | BR 672 | Hanseatische Eisenbahn (im Auftrag der ODEG) | 120 min |
| RB 17                    | Wismar – Bad Kleinen – Schwerin – Ludwigslust                                                                                     | 170           | Siemens Desiro HC Stadler KISS | Ostdeutsche Eisenbahn                        | 120 min (Überlagerung mit RE 8 zum Stundentakt) 030 min (HVZ) |
| RB 18                    | Schwerin – Bad Kleinen (– Rostock)                                                                                                | 170           | Siemens Desiro HC Stadler KISS | Ostdeutsche Eisenbahn                        | 120 min (mit Taktlücken, nach Rostock einzelne Züge) |
| RB 19                    | Parchim – Karow (Meckl) – Plau am See                                                                                             | 172, 174      | BR 650 | Ostdeutsche Eisenbahn                        | 6 Zugpaare (saisonal, Sa, So) |
| RB 23                    | Swinemünde – Ahlbeck – Heringsdorf – Zinnowitz – Wolgast – Züssow                                                                 | 193           | BR 646 | DB Regio                                     | 060 min (Wolgast–Züssow, November–April Swinemünde–Wolgast) 030 min (Mai–Oktober Swinemünde–Wolgast)                                                                       |
| RB 24                    | Zinnowitz – Karlshagen – Peenemünde                                                                                               | 194           | BR 646 | DB Regio                                     | 060 min |
| RB 25                    | Velgast – Barth | 192           | BR 642 | DB Regio                                     | 060 min |
| RB 26                    | Zu(g)bringer Bergen – Putbus – Lauterbach – Lauterbach Mole                                                                       | 198           | BR 650 | Pressnitztalbahn                             | 060 min |
| RB 28                    | Rostock – Bad Kleinen – Schwerin – Ludwigslust                                                                                    | 100           | BR 442.3 | DB Regio                                     | 1 Zugpaar (Mo–Fr) |
| RB 31                    | Bäderbahn Molli Bad Doberan – Heiligendamm – Kühlungsborn Ost – Kühlungsborn West                                                 | 186           | BR 99 + histor. Personenwagen | Bäderbahn Molli                              | 060 min (April–Oktober) 120 min (November–März) |
| RB 32                    | Rasender Roland Lauterbach – Putbus – Binz LB – Sellin – Baabe – Göhren                                                           | 199           | BR 99 + histor. Personenwagen | Pressnitztalbahn                             | 060 min (im Sommer Binz–Göhren) 120 min (im Sommer Lauterbach–Binz, im Winter Putbus–Göhren)                                                                               |
| RB 74                    | Plau am See – Meyenburg – Pritzwalk                                                                                               | 174           | BR 672 | Hanseatische Eisenbahn                       | 3 Zugpaare (saisonal, Sa, So) |
| S-Bahn Rostock           | |               | |                                              | |
| S 1                      | Warnemünde – Rostock-Lütten Klein – Rostock                                                                                       | 182           | BR 442.3 | DB Regio                                     | 010 min (Mo–Sa) 020 min (So) |
| S 2                      | Warnemünde – Rostock-Lütten Klein – Rostock – Schwaan – Güstrow                                                                   | 182           | BR 442.3 | DB Regio                                     | 060 min (Mo–Fr) 120 min (Sa, So) |
| S 3                      | Warnemünde – Rostock-Lütten Klein – Rostock – Laage – Plaaz – Güstrow                                                             | 187           | BR 442.3 | DB Regio                                     | 060 min (Mo–Fr) 120 min (Sa, So) |
| Stand: 15. Dezember 2024 | |               | |                                              | |

## Zukünftige Änderungen
Die folgende Tabelle zeigt angekündigte Änderungen:
| Linie                         | Laufweg neu                                                                                      | Veränderung |
| ----------------------------- | ------------------------------------------------------------------------------------------------ | --- |
| Fahrplanwechsel Dezember 2025 |                                                                                                  | |
| RE 1                          | Hamburg – Büchen – Hagenow Land – Schwerin – Bad Kleinen – Bützow – Rostock                      | neuer Halt in Holthusen, kein Halt mehr in Kirch Jesar und Zachun |
| RE 2                          | Bad Kleinen – Bützow – Rostock                                                                   | Neue Bezeichnung für Einzelleistungen zwischen Bad Kleinen und Rostock im Früh- und Nachmittagsverkehr, Ersatz des RE 4 bei einzelnen Zügen                                                                                         |
| RE 7                          |                                                                                                  | Entfall durch verbesserte Anschlüsse in Stralsund an den FV |
| RE 8                          | Wismar – Schwerin – Ludwigslust – Wittenberge – Nauen – Berlin – Elsterwerda                     | Annähernder Stundentakt Wismar – Ludwigslust unter Einbeziehung der früheren RB 17; alle zwei Stunden weiter nach Berlin mit Durchbindung nach Elsterwerda.                                                                         |
| RE 9                          | Rostock – Ribnitz-Damgarten – Velgast – Stralsund – Bergen – Lietzow – Sassnitz / Ostseebad Binz | stündliche Bedienung Rostock-Stralsund abwechselnd mit dem FV mit Nahverkehrsfreigabe, Einzelleistungen des RE 10 Rostock – Stralsund entfallen                                                                                     |
| RE 10                         |                                                                                                  | entfällt, geht in RE 30 auf, Betreiber: ODEG. |
| RE 30                         | Stralsund – Greifswald – Anklam – Pasewalk – Prenzlau – Angermünde                               | neue zweistündliche Linie mit Anschluss zur RE 3 Richtung Berlin und übernimmt die Leistungen des RE 10 |
| RB 17                         |                                                                                                  | entfällt, geht in RE 8 auf, Betreiber: ODEG. |
| RB 25                         | Stralsund – Velgast – Barth                                                                      | Verlängerung nach Stralsund, Reaktivierung Bahnhalt Kummerow |
| Fahrplanwechsel Dezember 2026 |                                                                                                  | |
| RB 11                         | Wismar – Rostock – Tessin                                                                        | neue Fahrzeuge Stadler Flirt Akku |
| RB 12                         | (Bad Doberan –) Rostock – Graal-Müritz / (– Ribnitz-Damgarten West)                              | neue Fahrzeuge Stadler Flirt Akku |
| Fahrplanwechsel Dezember 2027 |                                                                                                  | |
| RE 1                          | Hanse-Express Hamburg – Büchen – Schwerin – Bad Kleinen – Bützow – Rostock                       | neue Fahrzeuge Alstom Coradia Max (5-teilig) |
| Fahrplanwechsel Dezember 2029 |                                                                                                  | |
| RE 2                          | Lübeck – Bad Kleinen – Bützow – Rostock                                                          | neue Linie nach Elektrifizierung der Strecke Lübeck–Bad Kleinen sowie Bau der Verbindungskurve westlich von Bad Kleinen neue Fahrzeuge Alstom Coradia Max (3-teilig)                                                                |
| RE 4                          | Lübeck – Bad Kleinen – Schwerin                                                                  | zweistündliche Verlängerung des RE 4 von Bad Kleinen hinaus nach Schwerin nach Elektrifizierung der Strecke Lübeck–Bad Kleinen sowie Bau der Verbindungskurve westlich von Bad Kleinen neue Fahrzeuge Alstom Coradia Max (3-teilig) |

## Bildergalerie

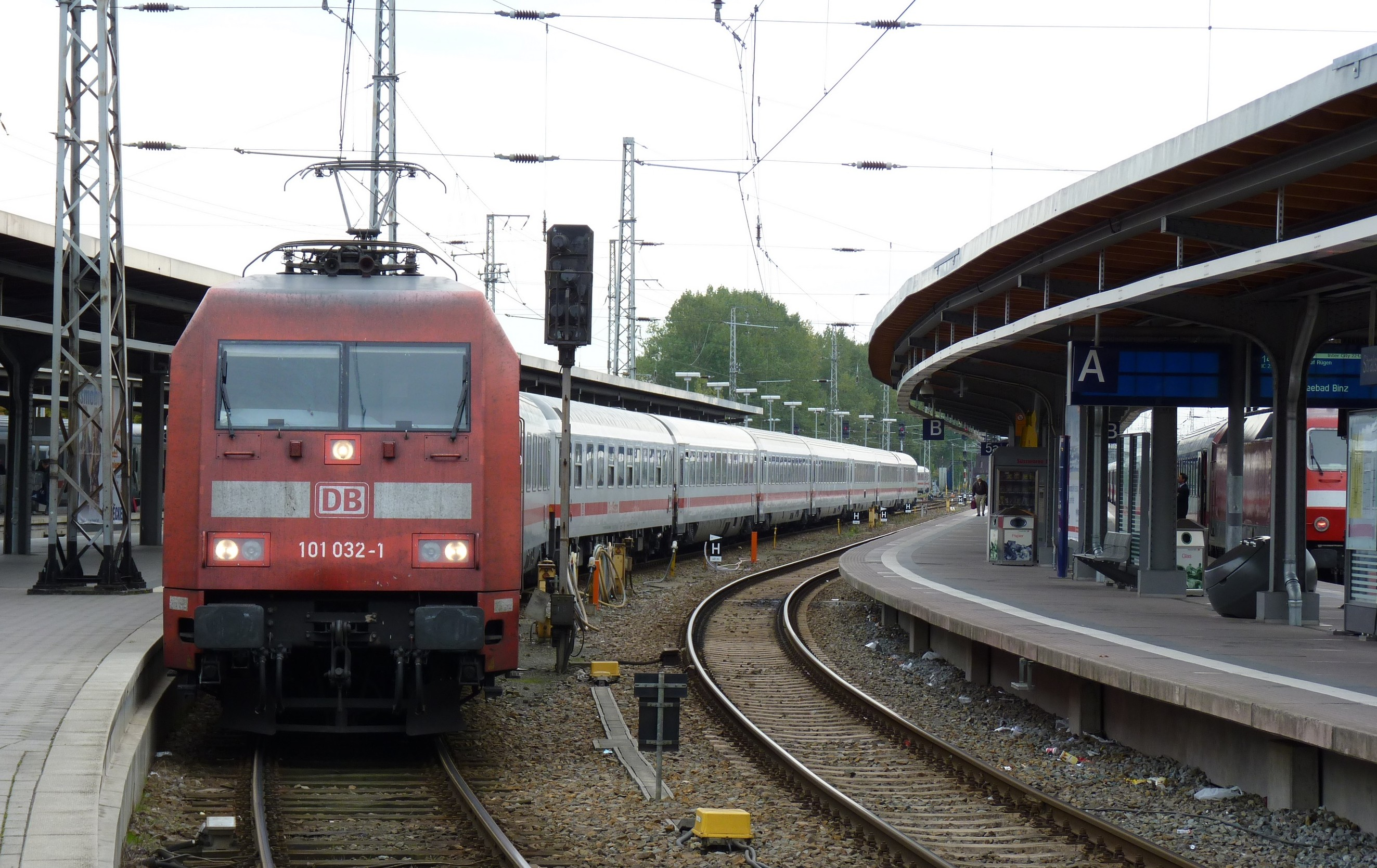
Mehrere Intercity in Stralsund Hbf
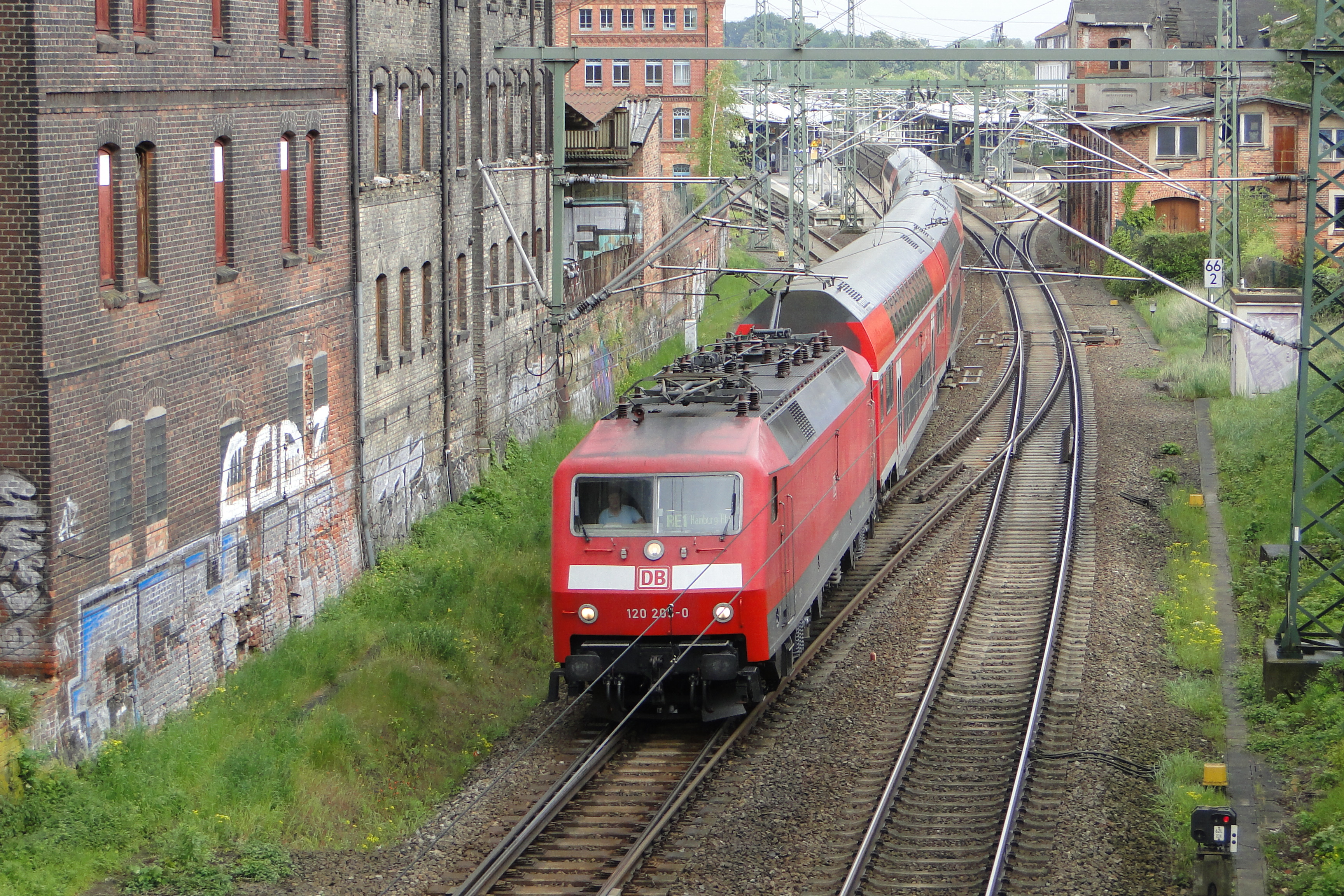
Hanse-Express RE 1 verlässt Schwerin in Richtung Hamburg
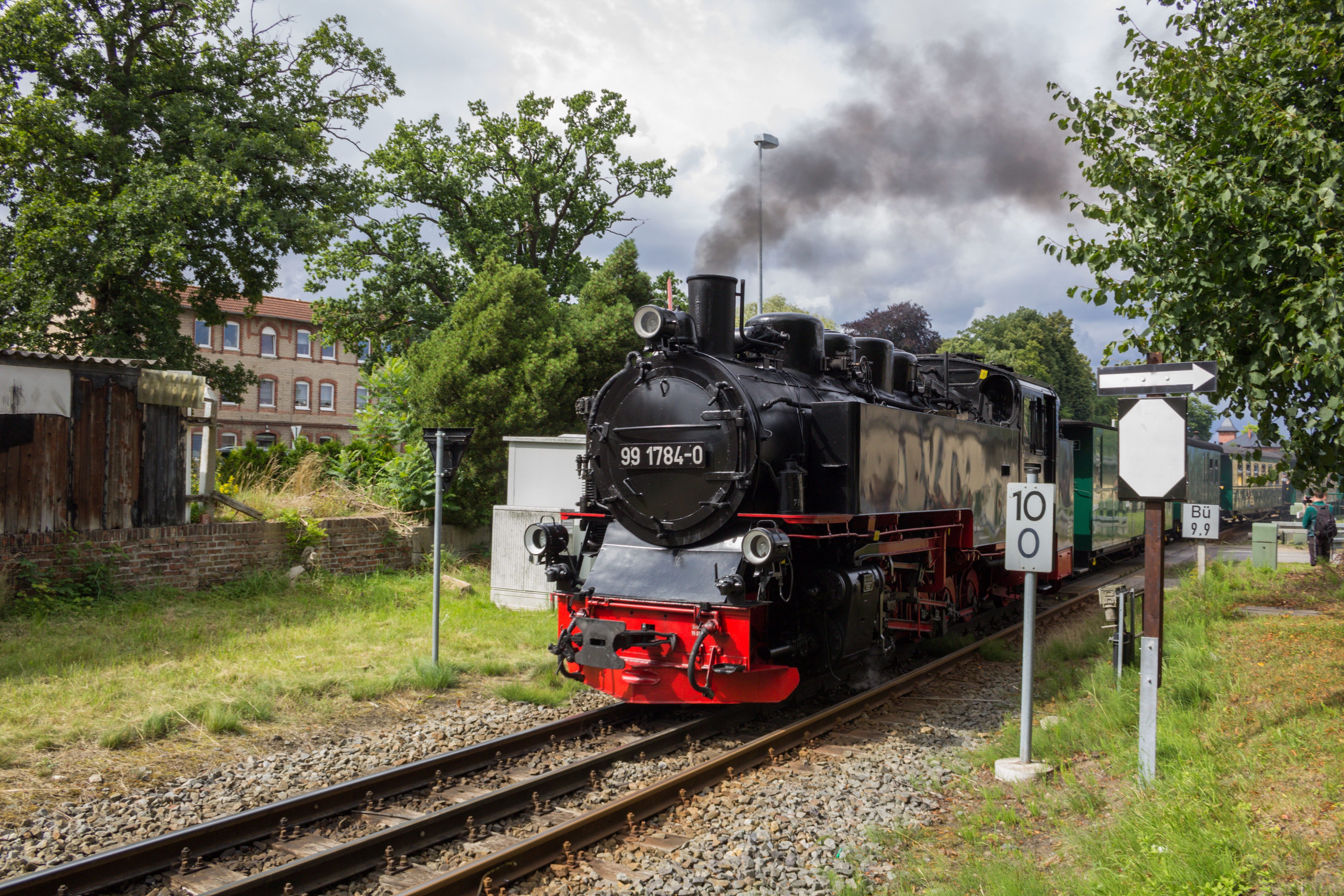
Rügensche Kleinbahn (RB 32) in Putbus
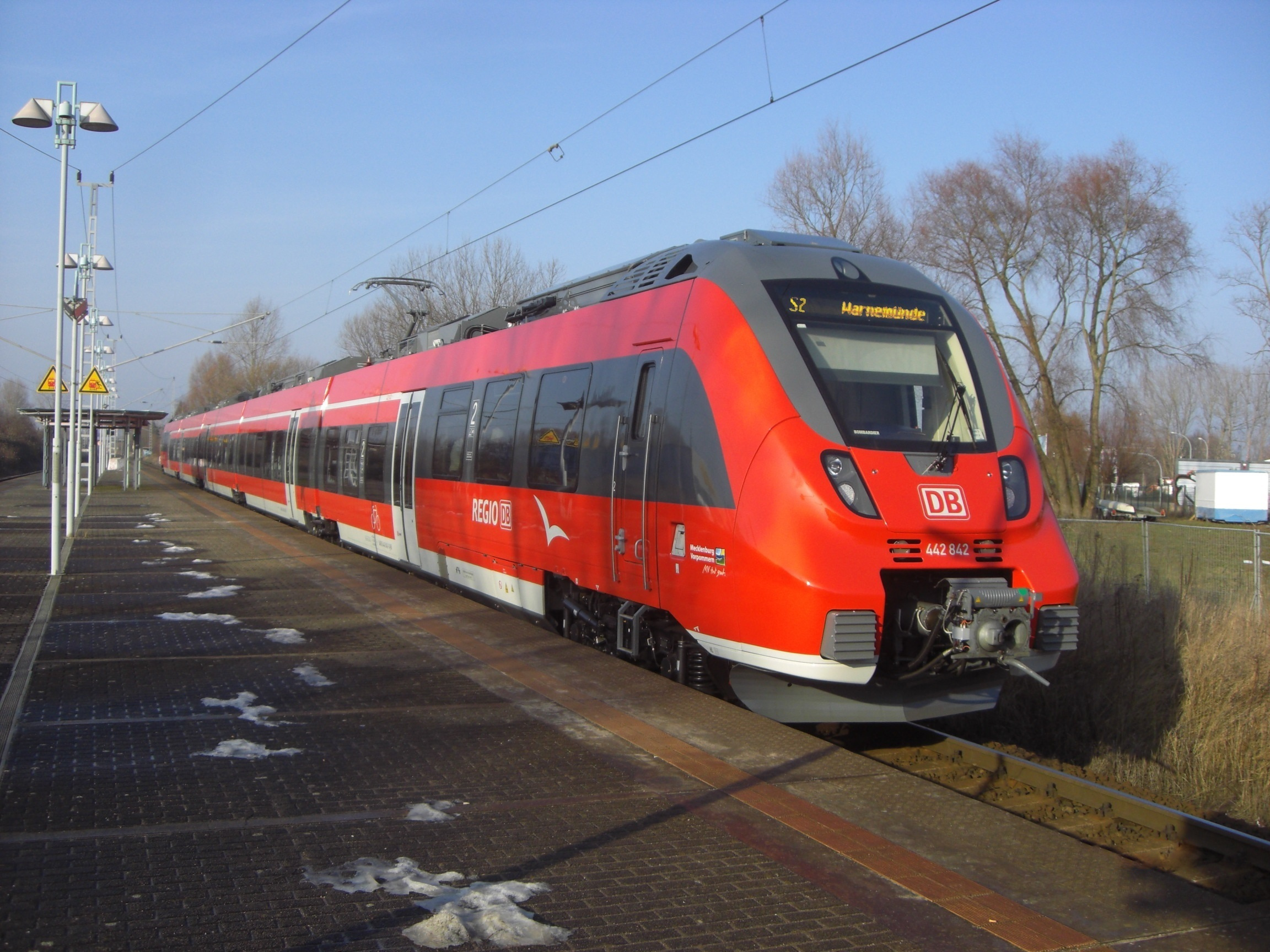
S-Bahn Rostock am Haltepunkt Marienehe
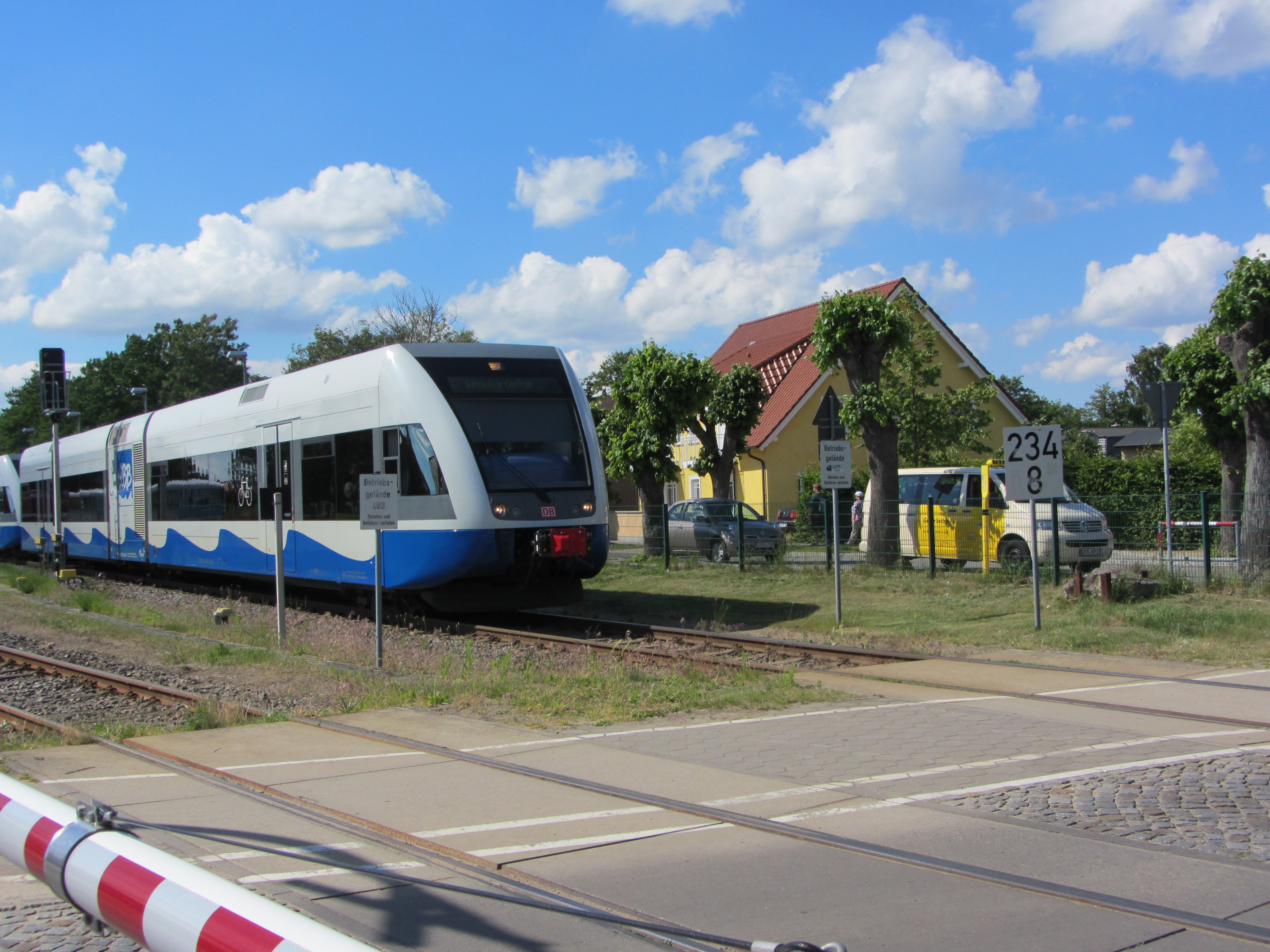
Usedomer Bäderbahn in Zinnowitz
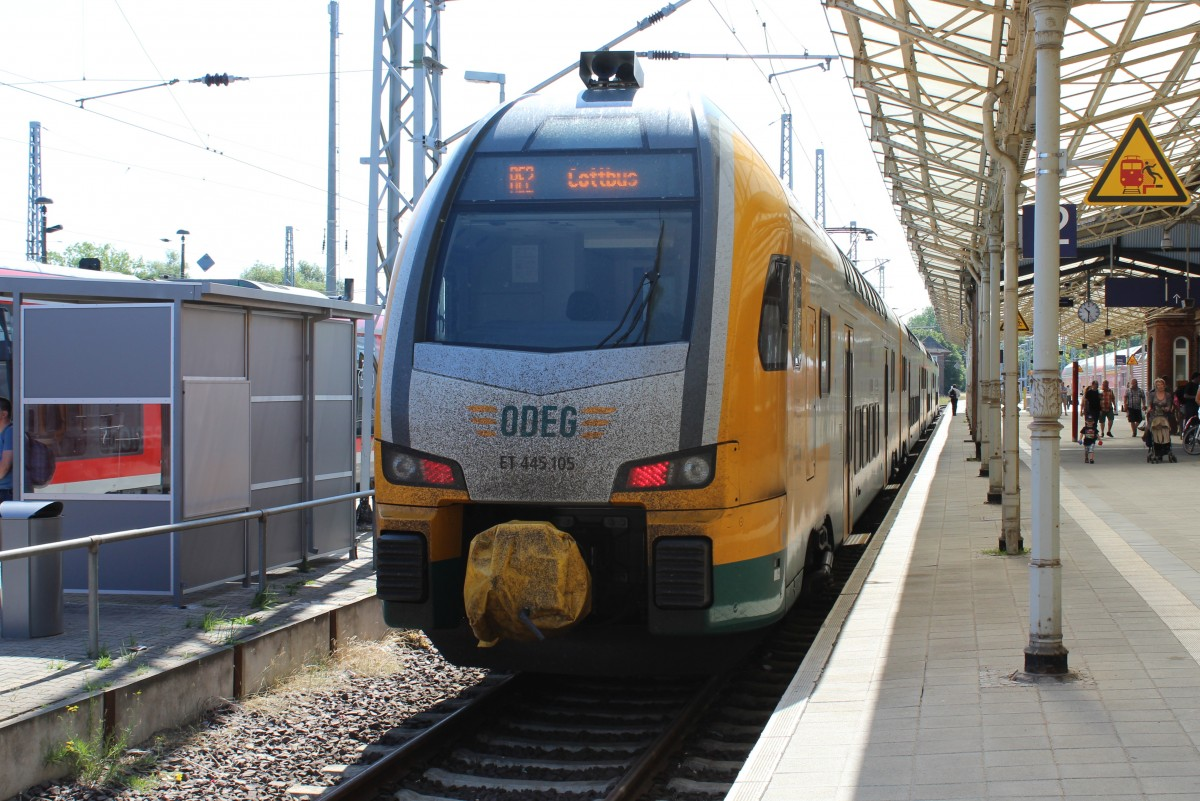
RE 2 der ODEG in Wismar
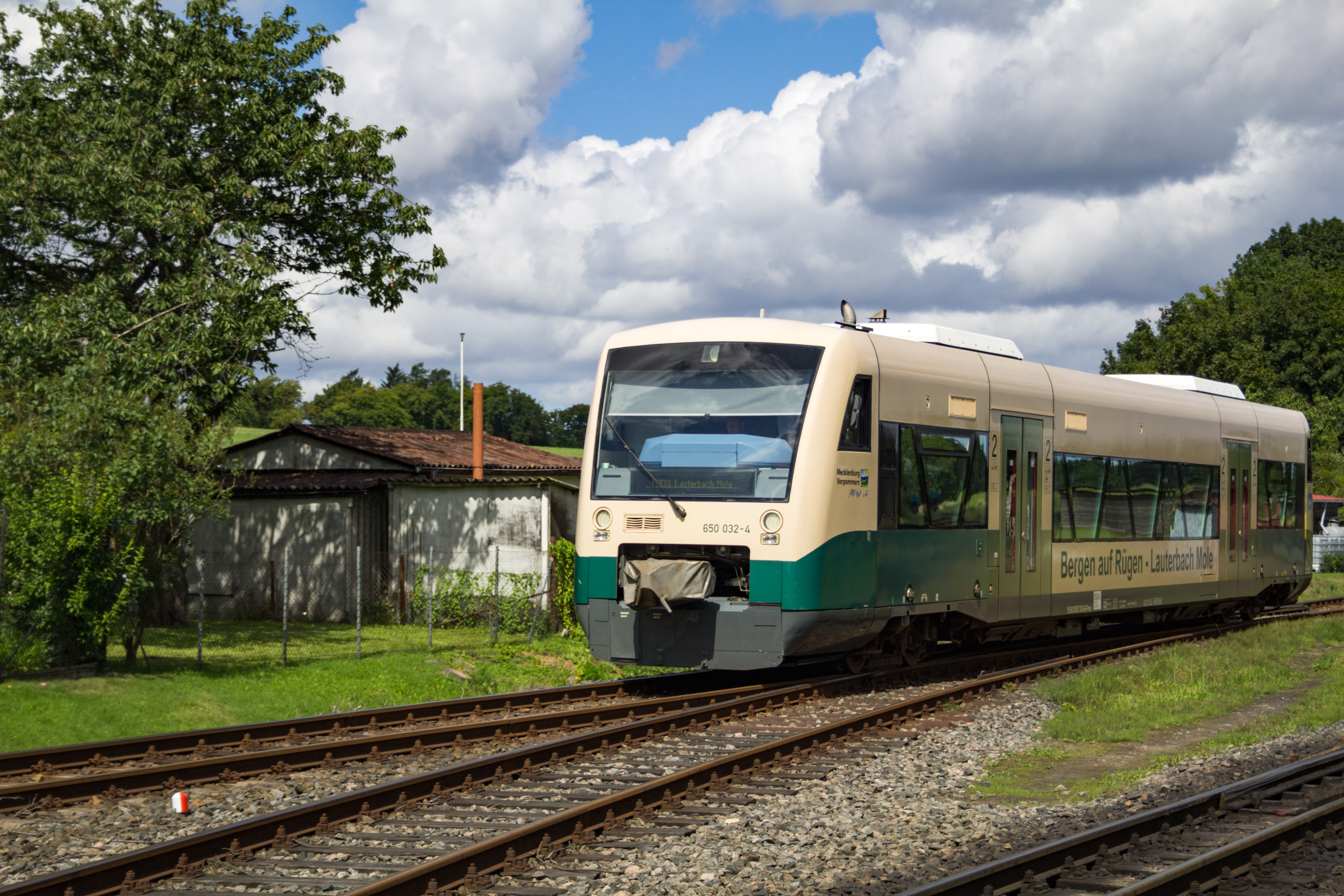
Regioshuttle der PRESS bei der Einfahrt in Putbus
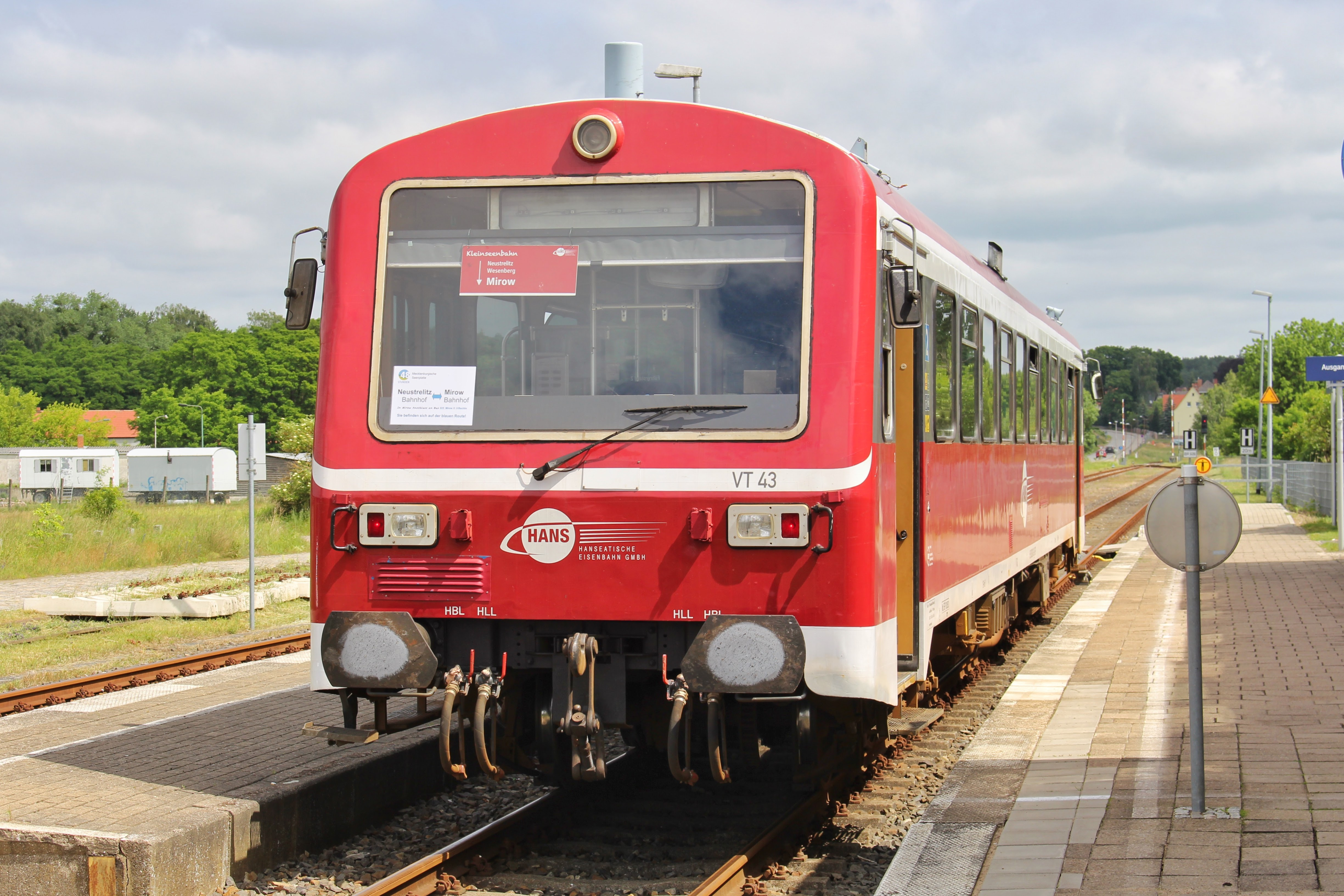
Hanseatische Eisenbahn in Wesenberg